# Operazione Moonsund
Operazione Moonsund (anche detta Operazione anfibia Moonsund) era il nome in codice di un assalto anfibio sovietico diretto contro le isole estoni di Hiiumaa, Muhu e Saaremaa, allora occupate dai tedeschi. L'attacco, condotto dai reparti del Fronte di Leningrado del maresciallo Leonid Aleksandrovič Govorov, fu lanciato il 29 settembre 1944 coinvolgendo la guarnigione tedesca delle isole, comandata dal generale Hans Schirmer, in una dura battaglia. L'operazione si concluse il 24 novembre seguente con la ritirata da Saaremaa dei superstiti della guarnigione tedesca, che lasciò il controllo delle isole ai sovietici.

## Antefatti
Le grandi isole dell'arcipelago occidentale estone occupavano un'importante posizione strategica, sia perché il loro controllo permetteva di sorvegliare l'accesso al golfo di Riga ed al golfo di Finlandia, sia perché dalle basi aeree installate su di esse era possibile raggiungere le principali città della Germania settentrionale, tra cui la capitale Berlino. Per tali ragioni, l'occupazione delle isole venne contemplata fin dalla prima stesura del piano dell'operazione Barbarossa, l'attacco tedesco all'URSS iniziato il 22 giugno 1941; il 10 settembre 1941 la 61. Infanterie-Division tedesca lanciò l'operazione Beowulf, un assalto anfibio contro l'arcipelago partendo dalla terraferma estone ad est: massicciamente appoggiate dalle unità della Luftwaffe e della Kriegsmarine, le truppe tedesche occuparono l'intero arcipelago entro il 22 ottobre seguente, a dispetto dell'ostinata resistenza dei reparti della guarnigione sovietica.
Le isole rimasero quindi sotto occupazione tedesca fin verso la fine del 1944: il 14 settembre l'Armata Rossa lanciò l'offensiva del Baltico, un massiccio attacco contro le posizioni del Gruppo d'armate Nord tedesco nei paesi baltici; numericamente soverchiati, la posizione dei tedeschi in Estonia si fece critica, dopo che anche la principale linea difensiva nei dintorni di Narva era stata sfondata dai sovietici al termine di una lunga battaglia. Il 22 settembre i sovietici presero Tallinn, e le forze tedesche iniziarono l'evacuazione delle restanti posizioni in Estonia; il 24 settembre i tedeschi lasciarono ai sovietici il porto di Haapsalu, una delle ultime posizioni conservate sulla terraferma estone, seguito il giorno successivo anche dalla piccola isola di Vormsi. L'alto comando tedesco si disse quindi favorevole ad estendere l'evacuazione anche al resto delle isole estoni, la cui importanza tattica era venuta meno con la perdita di gran parte degli stati baltici; sebbene in passato la marina tedesca avesse espresso la necessità di mantenere il controllo delle isole, principalmente per impedire alle unità navali sovietiche di lasciare la base di Leningrado e le acque del golfo di Finlandia, l'uscita di scena della Finlandia, arresasi ai sovietici il 19 settembre seguente, rendeva ora questa richiesta inutile, ed anche il comando della Kriegsmarine si espresse per l'evacuazione. Chi invece si oppose fu Adolf Hitler, contrario per principio a qualsiasi ritirata e fermamente convinto che il possesso delle isole sarebbe stato necessario in vista di una futura riconquista degli stati baltici: il Führer ordinò pertanto di interrompere l'evacuazione dell'arcipelago ed anzi di rafforzarne la guarnigione, proclamando le isole Festung Estland ("Fortezza Estonia").
Il compito di catturare le isole fu affidato al Fronte di Leningrado del maresciallo Govorov, il quale destinò all'operazione l'8ª Armata sovietica del generale Filip Nikanorovich Starikov, formata dall'8º Corpo fucilieri estone (composto, appunto, sia da volontari comunisti estoni che da truppe reclutate in Estonia dopo la sua riconquista) e dal 109º Corpo fucilieri sovietico. Il trasporto della forza d'invasione sarebbe stato garantito dalle unità leggere della Flotta del Baltico dell'ammiraglio Vladimir Tribuc, che incaricò dell'operazione il contrammiraglio I. G. Svyatov: fu deciso che la prima ondata avrebbe raggiunto la zona di sbarco a bordo di un gran numero di autocarri anfibi DUKW (ottenuti dagli Stati Uniti sulla base del Lend-Lease), mentre le successive ondate ed i rifornimenti sarebbero stati portati da dragamine e motozattere; un certo numero di queste unità leggere fu fornito dai finlandesi, i quali misero a disposizione dei sovietici anche un piccolo distaccamento logistico. Come nome dell'assalto fu scelto "operazione Moonsund", dal nome del braccio di mare che separava le isole dalla terraferma.
La guarnigione tedesca delle isole consisteva inizialmente nella sola 23. Infanterie-Division del generale Hans Schirmer, supportata da un certo numero di unità autonome di artiglieria e genieri; il grosso delle truppe era concentrato su Muhu e Saaremaa, con solo poche unità a guardia di Hiiumaa. Nel corso della battaglia, sarebbero giunte in rinforzo alle truppe di Schirmer anche la 218. Infanterie-Division e la 12. Luftwaffen-Feld-Division

## L'operazione

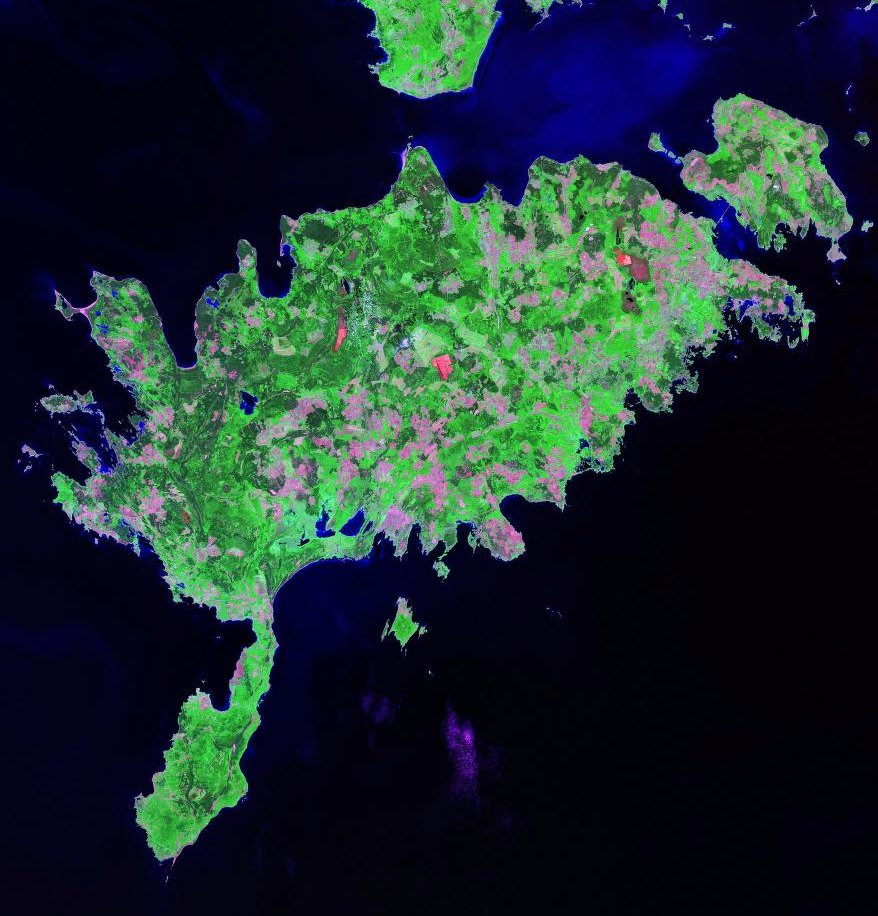
Veduta dal satellite dell'isola di Saaremaa; la penisola di Sorbe è la lunga lingua di terra a sud-ovest.

L'operazione scattò la mattina del 29 settembre 1944, quando la prima ondata sovietica a bordo dei DUKW lasciò il porto di Haapsalu per prendere terra sull'isola di Muhu, nei pressi del villaggio di Kuivastu. Le truppe sovietiche stabilirono rapidamente una solida testa di ponte, ed i tedeschi iniziarono quasi subito a ritirarsi verso Saaremaa; per il 1º ottobre gli ultimi reparti tedeschi abbandonarono Muhu, facendo saltare dietro di sé la strada rialzata che collegava l'isola a Saaremaa. Il giorno seguente altri reparti sovietici presero terra sulla costa orientale Hiiumaa, ed anche qui la guarnigione tedesca mise in atto azioni ritardanti mentre il grosso ripiegava su Saaremaa; per il pomeriggio del 3 ottobre l'isola era ormai in mano ai sovietici, che catturarono anche circa 300 tedeschi.
Il 5 ottobre iniziò l'attacco a Saaremaa, su cui i tedeschi avevano concentrato tutte le forze disponibili: provenendo dalla terraferma a bordo dei veicoli anfibi, le forze sovietiche presero terra nel nord dell'isola tra i villaggi di Jaani e Keskvere, infrangendo la prima linea di resistenza tedesca; poco dopo, le truppe del Corpo fucilieri estone ripararono la strada rialzata ed avanzarano da Muhu, costringendo i tedeschi a ripiegare verso ovest. Dopo aver respinto un certo numero di contrattacchi, le truppe sovietiche presero Kuressaare, città e porto principale dell'isola, il 7 ottobre, mentre i tedeschi iniziavano il ripiegamento verso la loro ultima linea di difesa sulla penisola di Sorbe; i sovietici tentarono di ostacolare questo ripiegamento ma, nel corso di un confuso scontro nella notte tra l'8 ed il 9 ottobre nei pressi del villaggio di Tehumardi, i tedeschi furono in grado di sganciarsi, sebbene al prezzo di diverse perdite.
La penisola di Sorbe costituiva una solida posizione difensiva, visto che era collegata al resto dell'isola da un istmo largo appena 2 km; i tedeschi costruirono quattro linee difensive per chiudere l'accesso alla penisola, con bunker e trincee, mentre gli stretti spazi limitavano la capacità di manovra dei più numerosi reparti sovietici. I primi assalti frontali dei sovietici, condotti tra il 10 ed il 14 ottobre, furono respinti, mentre un tentativo di sbarcare alle spalle della linea tedesca si concluse con una sanguinosa sconfitta; dopo aver ricevuto rinforzi sotto forma del 30º Corpo fucilieri della Guardia e di un maggior numero di unità d'artiglieria pesante, i sovietici rinnovarono i loro assalti sull'istmo alla metà di novembre, riuscendo ad aprire una breccia nelle difese tedesche il 18 novembre.
Con la sua situazione ormai compromessa, la guarnigione tedesca chiese il permesso di evacuare la penisola, richiesta che fu infine autorizzata dal generale Ferdinand Schörner, nuovo comandante del Gruppo d'armate Nord; nella notte del 23 novembre la Kriegsmarine lanciò l'operazione Delphin, evacuando a Ventspils i resti della guarnigione (circa il 25% della forza originaria) sotto la protezione degli incrociatori Admiral Scheer e Prinz Eugen. Le ultime forze tedesche abbandonarono Saaremaa alle 6:15 del 24 novembre, lasciando l'isola in mano ai sovietici.